# دونالد كولينز (سياسي)
دونالد كولينز هو سياسي أمريكي، ولد في 11 نوفمبر 1942. نشط حزبياً في الحزب الديمقراطي. وقد انتخب عضو مجلس ولاية فيرمونت ‏.